# الجدل حول التمييز الجنسي في قواعد الجلوس في الطائرة
اجتذبت أربع شركات طيران، وهي الخطوط الجوية البريطانية، وكانتاس، وطيران نيوزيلندا، وفيرجن أستراليا، انتقادات بسبب سياسات الجلوس المثيرة للجدل التي تميز ضد الركاب الذكور البالغين على أساس جنسهم. رفضت الشركات السماح للأطفال غير المصحوبين بذويهم بالجلوس بجوار الذكور البالغين في رحلاتهم، مما أدى إلى انتقادات بأعتباهم أن جميع الرجال يمثلون خطرًا على الأطفال.
أدت هذه السياسات إلى احتجاجات ضد شركات الطيران وانتقادات من الحريات المدنية والجمعيات الخيرية للأطفال. أنهت شركة الخطوط الجوية البريطانية سياستها في أغسطس 2010 في أعقاب الإجراءات القانونية الناجحة التي قام بها ميركو فيشر (Mirko Fischer).

## الخطوط الجوية البريطانية
وفي آذار / مارس 2001، تبين أن شركة الخطوط الجوية البريطانية كانت تتبع سياسة عدم الجلوس على الركاب الذكور البالغين بجوار أطفال غير مصحوبين بذويهم (أي شخص يقل عمره عن 15 سنة)، حتى لو كان والد الطفل في مكان آخر على متن الطائرة. وأدى ذلك إلى اتهامات بأن شركة الطيران تعتبر جميع الرجال متحرشين جنسياً بالأطفال أما النساء فهن غير قادرات على مثل هذا الاعتداء. وقد أثيرت هذه القضية لأول مرة عندما نقل أحد رجال الأعمال المقاعد ليكون أقرب إلى اثنين من زملائه. ثم طلب منه مضيف طيران أن يتحرك لأنه كان يجلس بجانب طفلين غير مصحوبين بذويهم، وذلك كان خرقًا لسياسة شركة الخطوط الجوية البريطانية. قال المدير التنفيذي إنه شعر بالإهانة نتيجة لذلك، قائلاً "شعرت بأنني أُستهدف وأنني متهم بشيء ما. اعترفت شركة الخطوط الجوية البريطانية بأن الموظفين كانوا تحت تعليمات لإبعاد الرجال عن الأطفال غير المصحوبين بذويهم كلما أمكن ذلك بسبب أخطار المتحرشين بالأطفال.
وقد برزت هذه القضية مرة أخرى في عام 2005 بعد شكاوى مايكل كيمب الذي تلقى تعليمات بتبادل المقاعد مع زوجته عندما كان على متن طائرة الخطوط الجوية البريطانية. أخبره مضيف الطيران أن جلوس رجل بالغ بجوار طفل يُعد خرقًا لقواعد رعاية الطفل الخاصة بشركة الطيران. واعتبرت هذه الحالة غير عادية لأن السياسة طُبقت حتى وإن كان والدا الفتاة على متن الطائرة. صرحت ميشيل إليوت، مديرة منظمة Kidscape الخيرية للأطفال، بأن هذه القاعدة سخيفة جدًا لأنها تضع احتمال أن جميع الرجال يرتكبون جرائم جنسية. 
في عام 2006، انتقد السياسي (ولاحقا عمدة لندن) بوريس جونسون، الشركة بعد أن حاول الموظفون عن طريق الخطأ فصله عن أطفاله على متن رحلة جوية. وذكر أن أولئك الذين يخلقون أو يدافعون عن مثل هذه السياسات "يفشلون في فهم الضرر الفظيع الذي يحدثه هذا النظام بوضع الذنب على جميع الذكور فقط بسبب ميول أقلية ضئيلة، و ربط هذا التمييز بالعدد المنخفض للمعلمين الذكور وبالتالي انخفاض الإنجاز في المدارس. ومثل غيره، أثار جونسون أيضًا عيب السياسة في تجاهل المعتدين من الإناث و وصف شركات الطيران التي تتبع تلك السياسات بأنها جبانة لدخولها في هذه الهستيريا المجنونة. 
ودافعت الخطوط الجوية البريطانية عن هذه السياسة قائلة إنها نفذت هذه السياسة نتيجة لطلبات من العملاء. و ادعت الشركة أنها كانت تستجيب لهذه المطالب خوفًا من الاعتداءات الجنسية.

### دعوى قضائية
في يناير 2010، قام رجل الأعمال القادم من لوكسمبرج ميكرو فيشر بمقاضاة خطوط الطيران بسبب التمييز الجنسي، حيث أُجبر على تغيير مقعده طبقاً للسياسات، مما أدى إلى فصل مقعده عن مقعد زوجته الحامل. قال فيشر: «تم معاملتى كمجرم أمام جميع مسافري الطائرة، لقد كان تصرفاً مهيناً جداً». في 24 يونيو 2010، حصل السيد فيشر على تعويض من الخطوط الجوية البريطانية في قضيته ضد التمييز العنصري الجنسي. دفعت الخطوط الجوية البريطانية 2161 جنيه إسترليني كتعويض للتكلفة و750 جنيه إسرليني كتعويض للضرر، وقد تبرع فيشر بالمبلغ لصالح الأعمال الخيرية الهادفة لحماية الأطفال. في يونيو 2010، أفادت الخطوط الجوية البريطانية بأنه تم وضع تلك السياسات تحت الدراسة. في أغسطس 2010، قامت بتغيير سياساتها وبدأت تُجلِس الأطفال المسافرين بدون مرافق بشكل خالي من التمييز العنصري إلى جانب طاقم الطائرة.

### إيقاف تقديم الخدمة
في فبراير 2016، أعلنت الخطوط الجوية البريطانية إيقاف تقديم خدمة «القصر غير المصحوبين بمرافقين» بالنسبة للأطفال تحت سن 12 سنة.